# Sylvain Moussilmani
Pour les articles homonymes, voir Moussilmani.
Sylvain Moussilmani, né le 14 juillet 1981 à Marseille, est un planchiste français. Depuis 1998, Sylvain pratique la planche à voile et participe à de nombreuses compétitions dans la discipline, notamment en slalom.

## Biographie
Depuis ses débuts, ce jeune trentenaire enchaîne les performances aux quatre coins du monde.
Parallèlement à son activité, il développe, avec son jumeau Benoit Moussilmani, un concept vidéo, une web-série, « Explore and Play », pour inviter les internautes à découvrir leurs voyages et leurs sessions sur les plus beaux spots de la planète.
Grands passionnés de sensations fortes, ils sont toujours partants pour repousser les limites du sport.
Poussés par leur volonté personnelle, les deux frères appelés "les Mouss" souhaitent faire découvrir l’univers des sports de glisse au plus grand nombre en devenant fondateurs d’un événement unique à Marseille, un festival de sport de mer mélangeant musique et sport, la Freestyle Cup, aussi fréquemment appelé la Sosh.

## Palmarès
- Champion du monde Slalom IFCA 2010
- 18e Mondial PWA Slalom en 2011
- 7e Mondial PWA Slalom en 2010
- 8e Mondial PWA Slalom en 2008
- 14e Mondial PWA Slalom en 2006
- 8e Mondial Speed en 2005
- 10e Mondial super X 2004
- Vice-Champion de France à 22 ans.